# شون غارلاند
شون غارلاند (بالإنجليزية: Seán Garland)‏ هو سياسي أيرلندي، ولد في 7 مارس 1934 في دبلن في جمهورية أيرلندا، وتوفي في 13 ديسمبر 2018.